# Leichtathletik-Weltmeisterschaften 2011/3000 m Hindernis der Männer

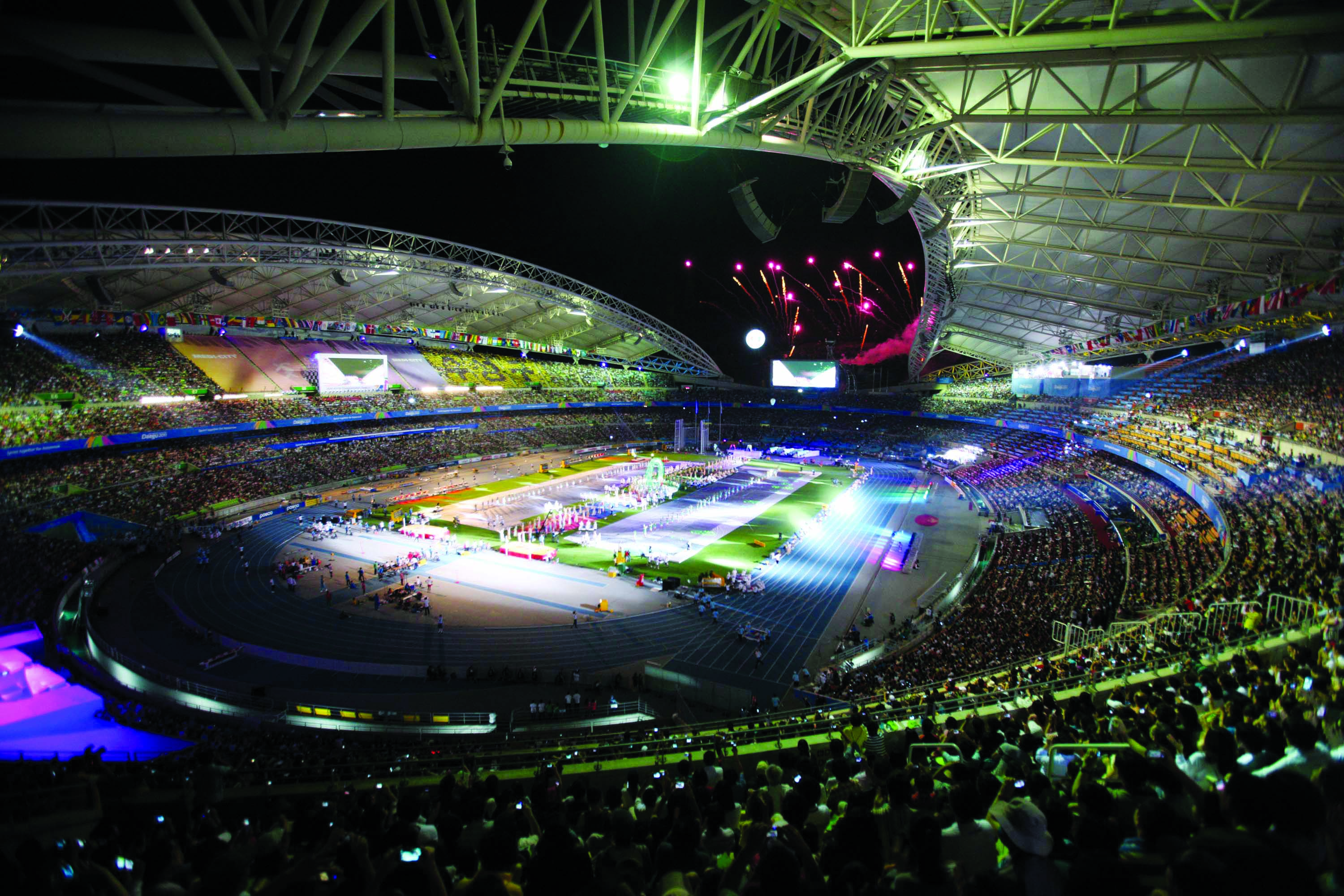
Das Daegu-Stadion im Jahr 2010

Der 3000-Meter-Hindernislauf der Männer bei den Leichtathletik-Weltmeisterschaften 2011 wurde am 28. August und 1. September 2011 im Daegu-Stadion der südkoreanischen Stadt Daegu ausgetragen.
In diesem Wettbewerb errangen die Hindernisläufer aus Kenia einen Doppelsieg. Es gewann der Titelverteidiger, dreifache Vizeweltmeister (2003/2005/2007) und Olympiasieger von 2004 Ezekiel Kemboi. Den zweiten Platz belegte der Weltmeister von 2007, WM-Dritte von 2005 und aktuelle Olympiasieger Brimin Kiprop Kipruto. Bronze ging an den französischen Olympiazweiten von 2008 und amtierenden Europameister Mahiedine Mekhissi.

## Bestehende Rekorde
| Weltrekord | 7:53,63 min | Saif Saaeed Shaheen | Brüssel, Belgien               | 3. September 2004 |
| WM-Rekord  | 8:00,43 min | Ezekiel Kemboi      | WM 2009 in Berlin, Deutschland | 18. August 2009   |

Der bestehende WM-Rekord wurde bei diesen Weltmeisterschaften nicht eingestellt und nicht verbessert.
Es gab einen Landesrekord:
- 8:11,50 min – Ruben Ramolefi (Südafrika), zweiter Vorlauf am 29. August

## Vorrunde
Die Vorrunde wurde in drei Läufen durchgeführt. Die ersten acht Athleten pro Lauf – hellblau unterlegt – sowie die darüber hinaus vier zeitschnellsten Läufer – hellgrün unterlegt – qualifizierten sich für das Finale.

### Vorlauf 1
29. August 2011, 10:40 Uhr
| Platz | Name                        | Nation      | Zeit (min) |
| ----- | --------------------------- | ----------- | ---------- |
| 1     | Jacob Araptany              | Uganda      | 8:18,57    |
| 2     | Mahiedine Mekhissi          | Frankreich  | 8:23,71    |
| 3     | Richard Kipkemboi Mateelong | Kenia       | 8:23,76    |
| 4     | Iwan Lukjanow               | Moldau      | 8:23,88    |
| 5     | Víctor García               | Spanien     | 8:28,97    |
| 6     | Amor Ben Yahia              | Tunesien    | 8:30,02    |
| 7     | Abubaker Ali Kamal          | Katar       | 8:30,37    |
| 8     | Andrei Farnosow             | Russland    | 8:34,44    |
| 9     | Alex Genest                 | Kanada      | 8:36,67    |
| 10    | Steffen Uliczka             | Deutschland | 8:37,35    |
| 11    | Abdelkader Hachlaf          | Marokko     | 8:46,14    |
| 12    | William Nelson              | USA         | 8:51,20    |

Im ersten Vorlauf ausgeschiedene Athleten:

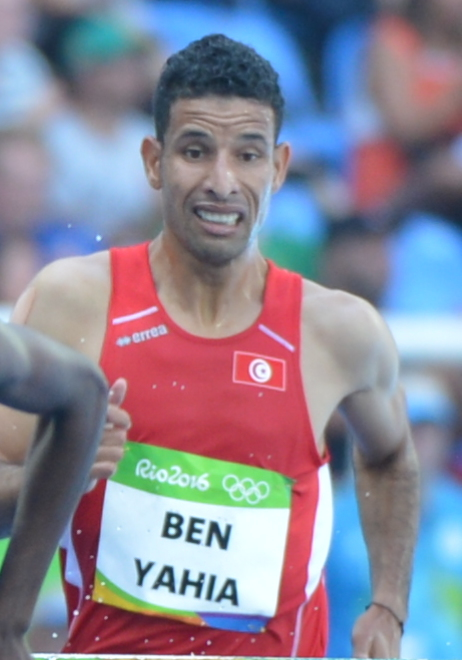
Amor Ben Yahia Rang sechs in 8:30,02 min
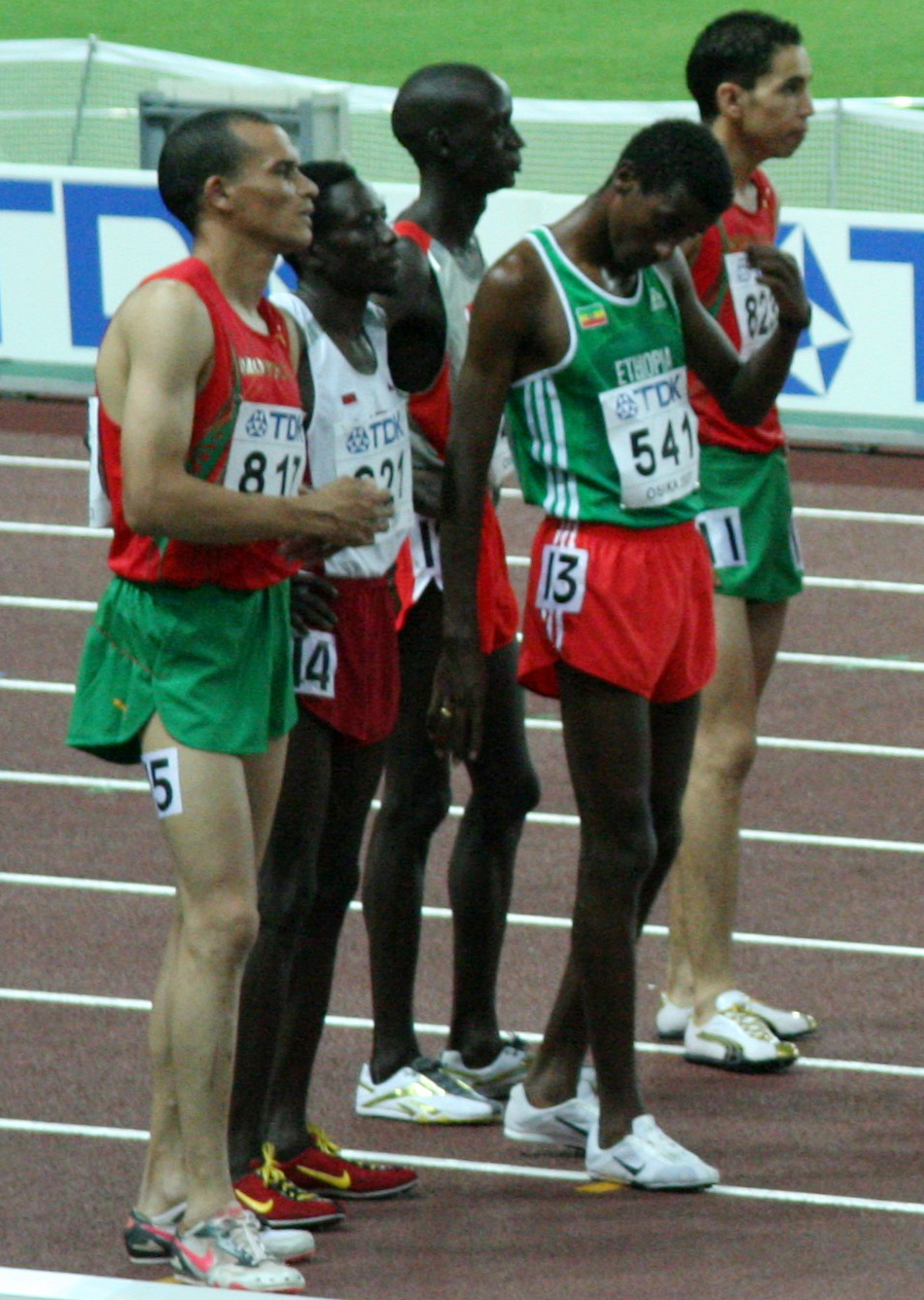
Abubaker Ali Kamal (Zweiter von links) – Rang sieben in 8:30,37 min Abdelkader Hachlaf (ganz links) – Rang elf in 8:46,14 min
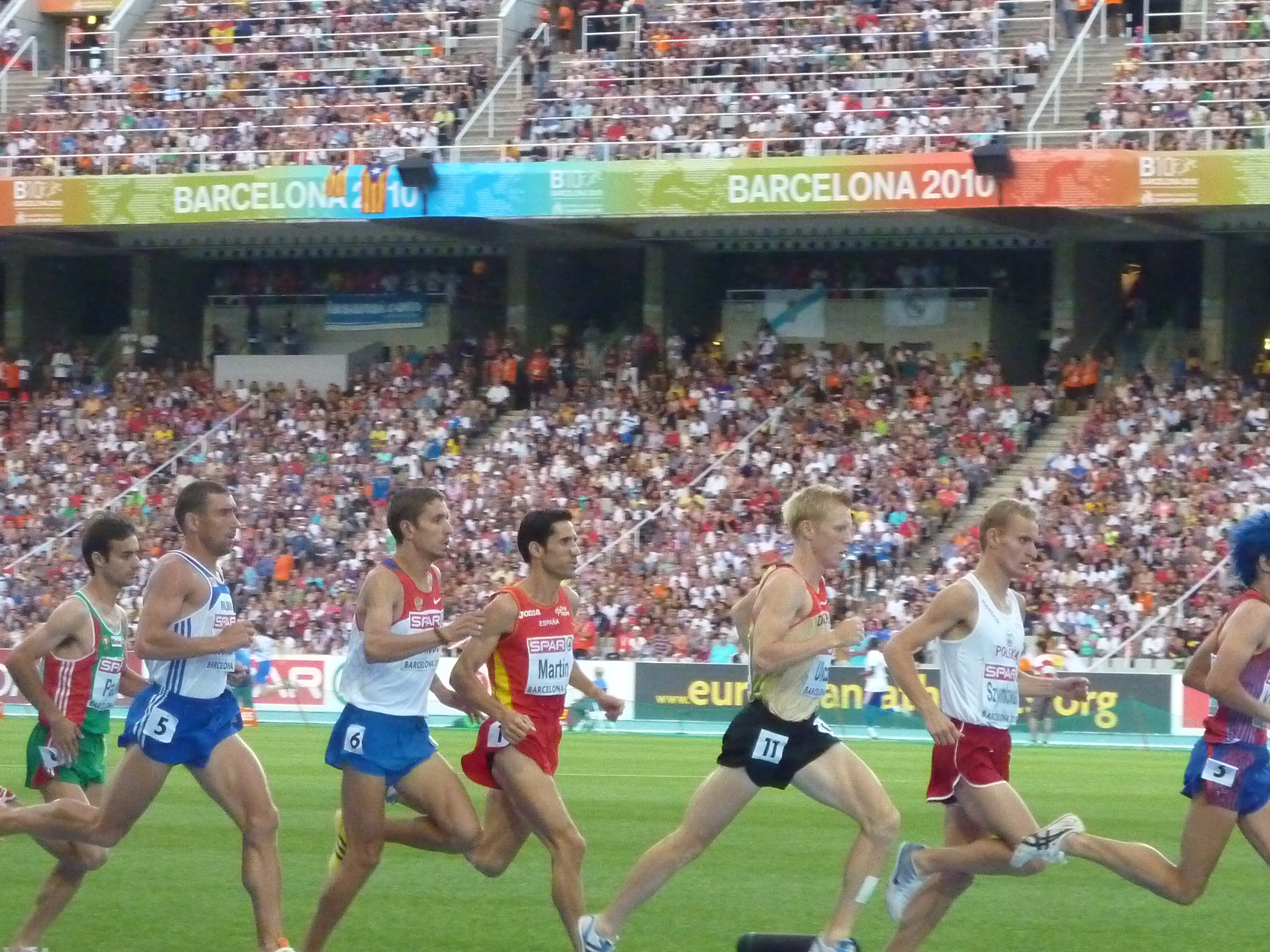
Andrei Farnosow (Dritter von links) – Rang acht in 8:34,44 min
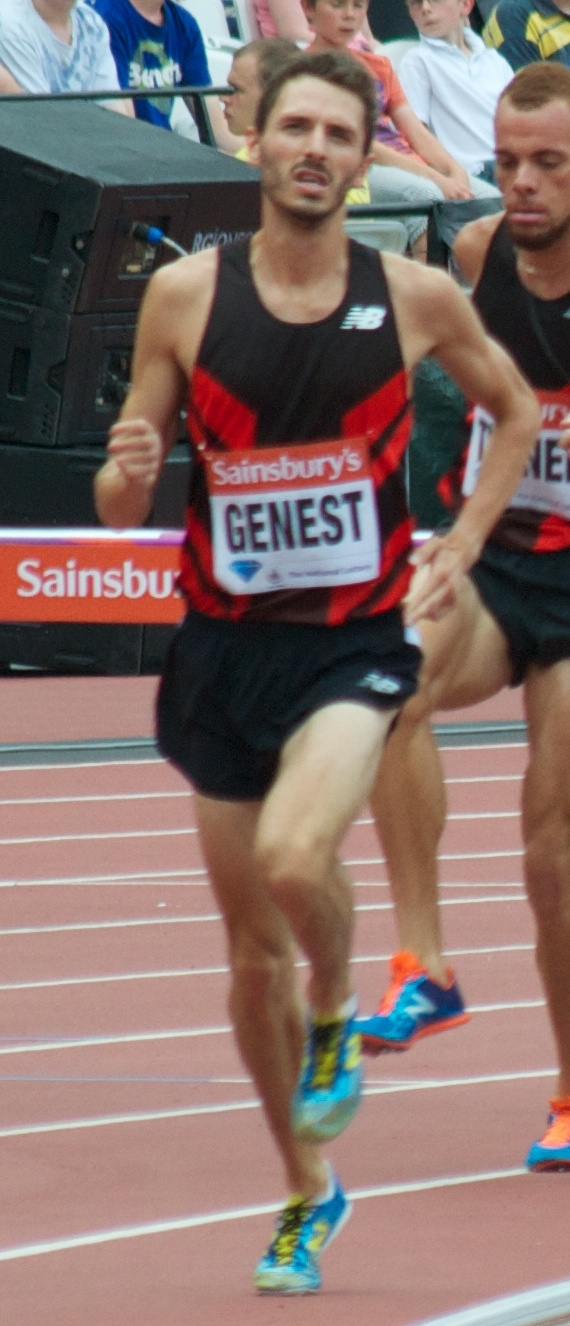
Alex Genest Rang neun in 8:36,67 min
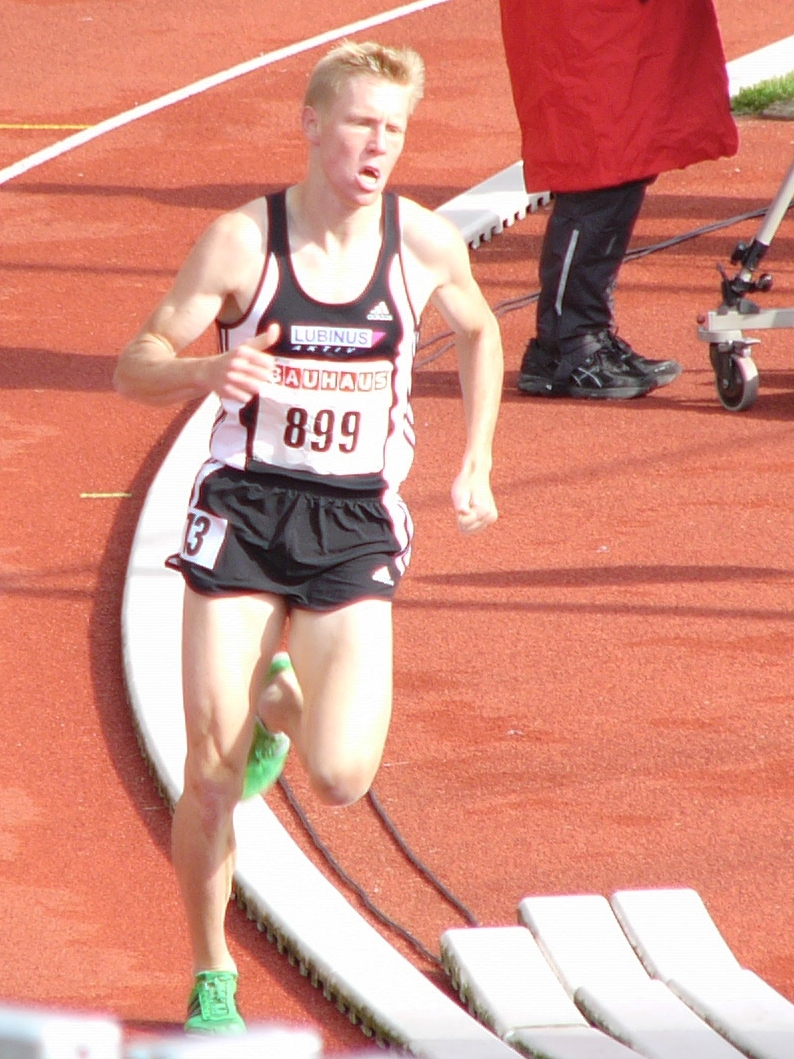
Steffen Uliczka Rang zehn in 8:37,35 min

### Vorlauf 2
29. August 2011, 10:55 Uhr
| Platz | Name                     | Nation        | Zeit (min) |
| ----- | ------------------------ | ------------- | ---------- |
| 1     | Ezekiel Kemboi           | Kenia         | 8:10,93    |
| 2     | Ruben Ramolefi           | Südafrika     | 8:11,50 NR |
| 3     | Hamid Ezzine             | Marokko       | 8:11,81    |
| 4     | Nahom Mesfin             | Äthiopien     | 8:12,04    |
| 5     | Bouabdellah Tahri        | Frankreich    | 8:13,22    |
| 6     | Ali al-Amri              | Saudi-Arabien | 8:26,75    |
| 7     | Simon Ayeko              | Uganda        | 8:29,02    |
| 8     | Jukka Keskisalo          | Finnland      | 8:31,52    |
| 9     | Daniel Huling            | USA           | 8:34,70    |
| 10    | Tomás Tajadura           | Spanien       | 8:36,23    |
| 11    | Bjørnar Ustad Kristensen | Norwegen      | 8:39,85    |
| 12    | Łukasz Parszczyński      | Polen         | 8:44,09    |

Im zweiten Vorlauf ausgeschiedene Athleten:

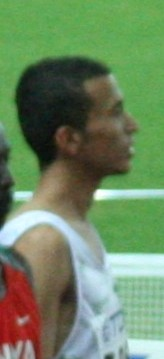
Ali al-Amri Rang sechs in 8:26,75 min
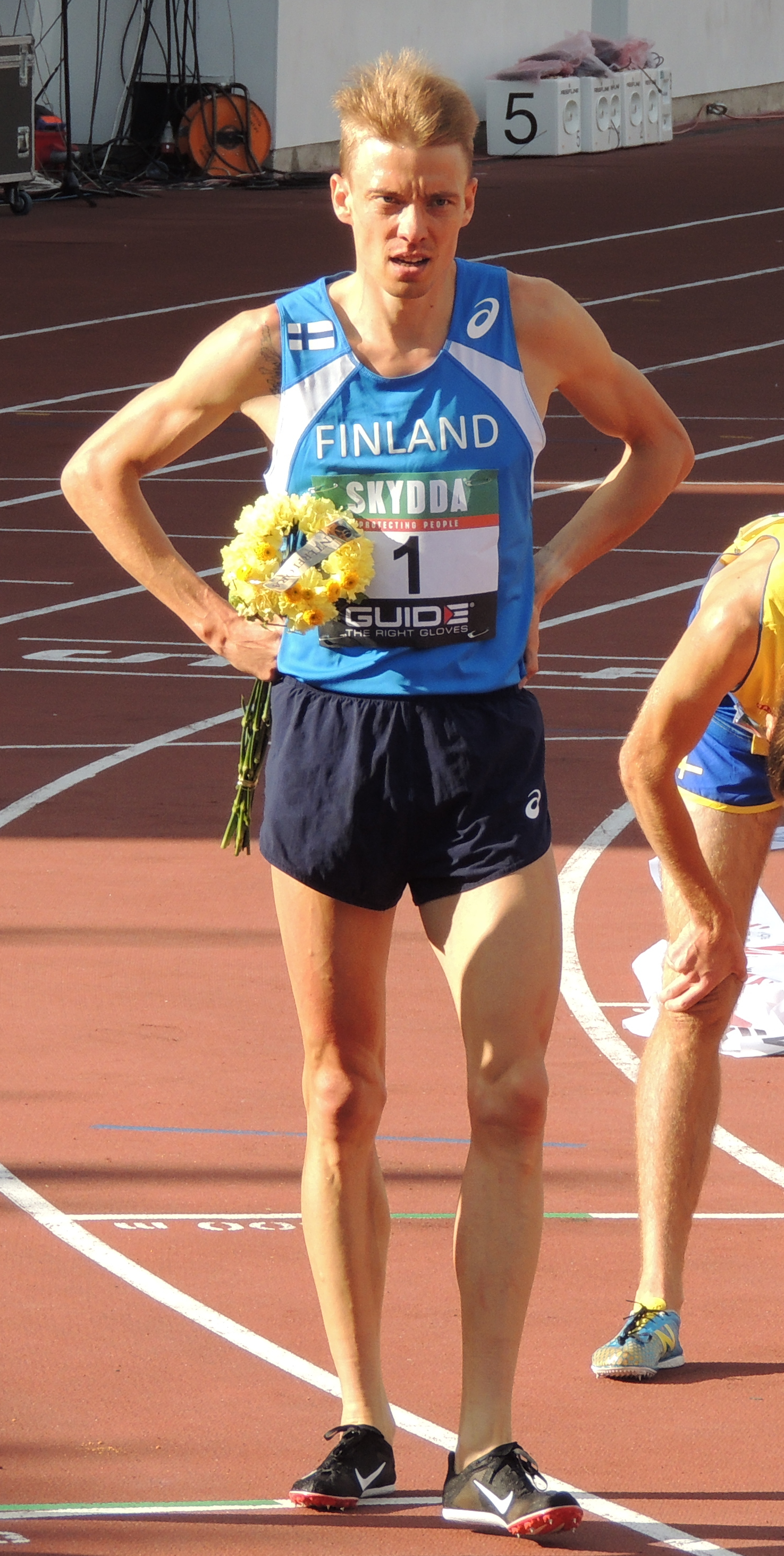
Jukka Keskisalo Rang acht in 8:31,52 min
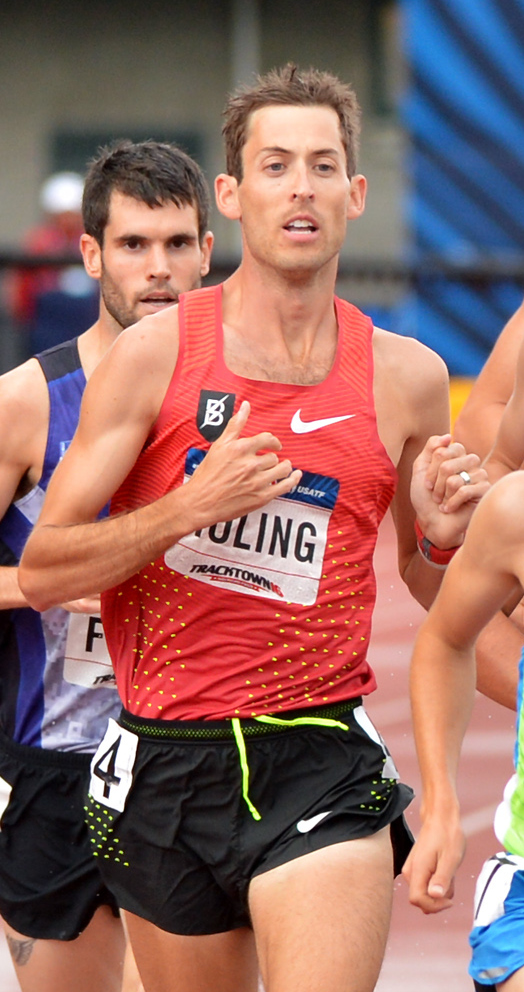
Daniel Huling Rang neun in 8:34,70 min
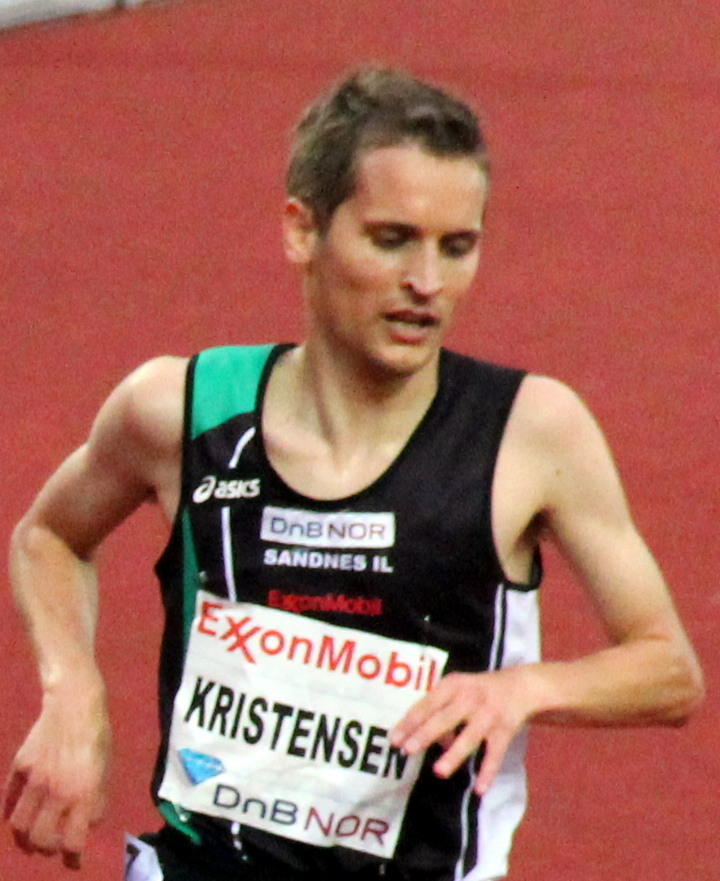
Bjørnar Ustad Kristensen Rang elf in 8:39,85 min

### Vorlauf 3

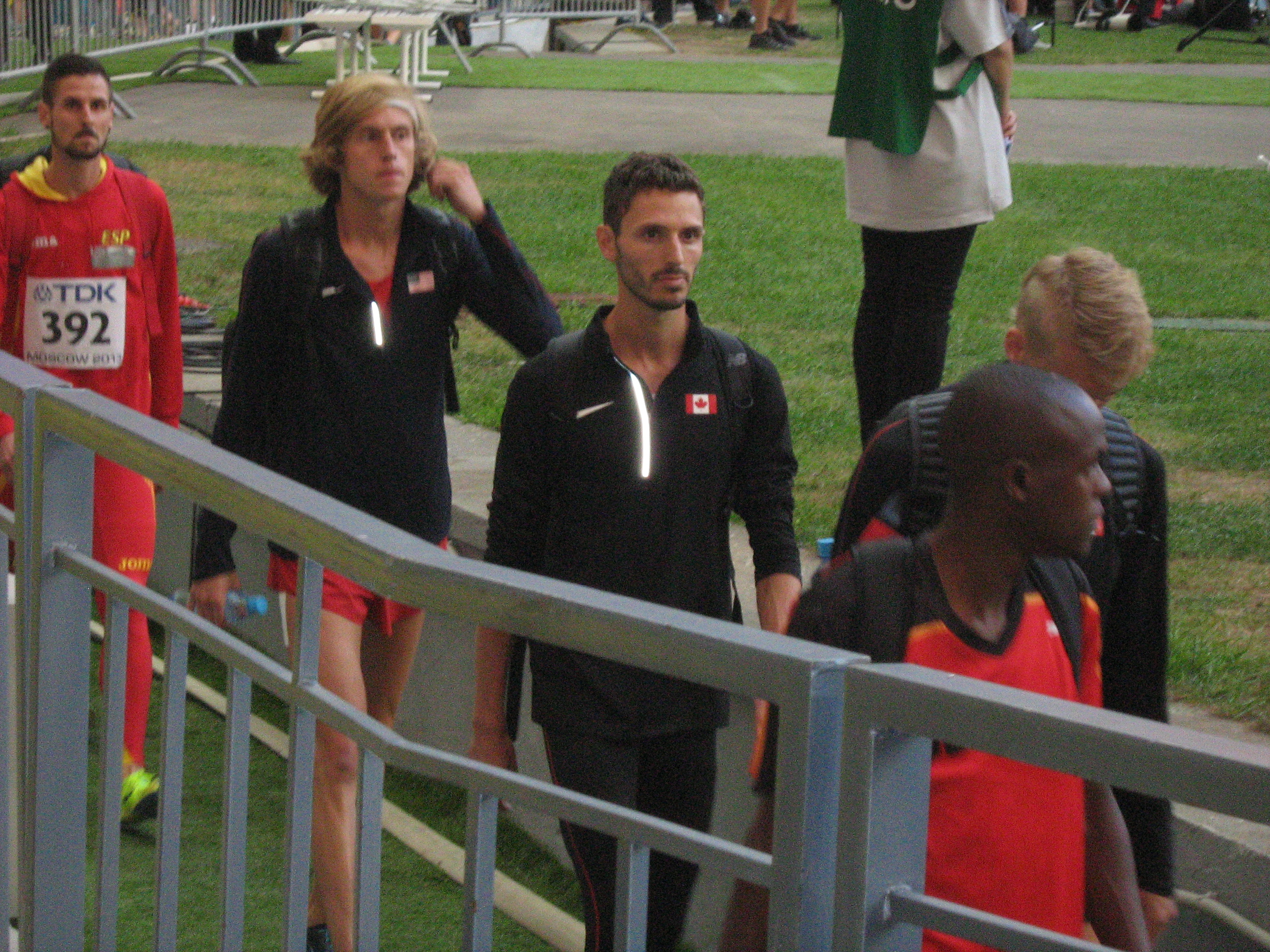
Ángel Mullera (Nr. 392) – ausgeschieden als Siebter in 8:31,52 min
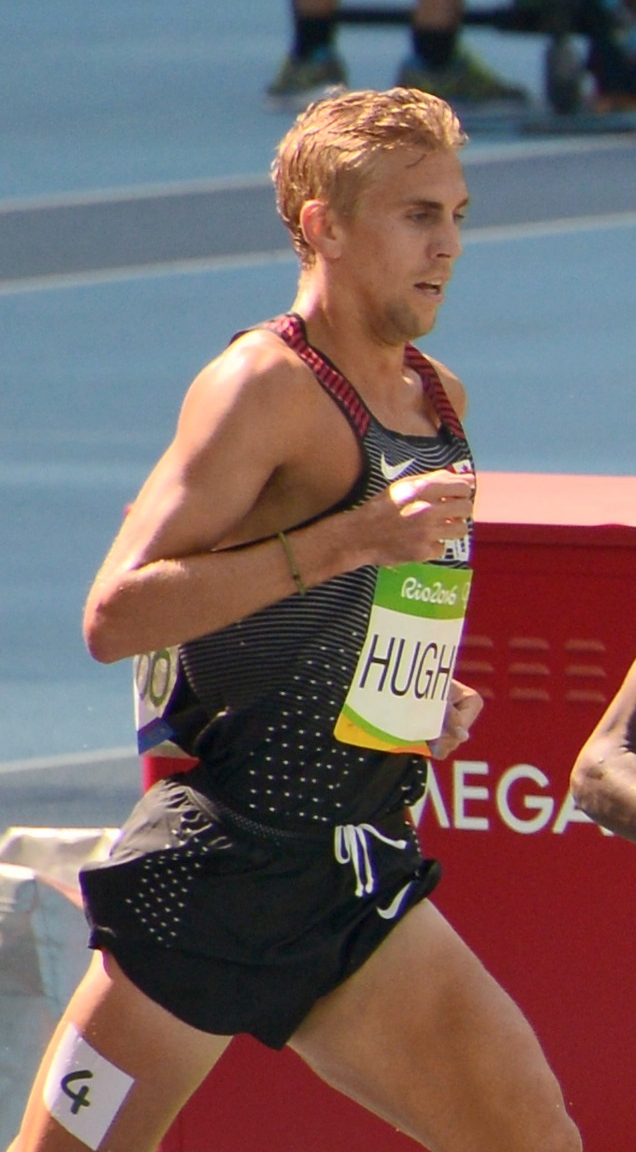
Matthew Hughes – ausgeschieden als Zehnter in 8:58,52 min
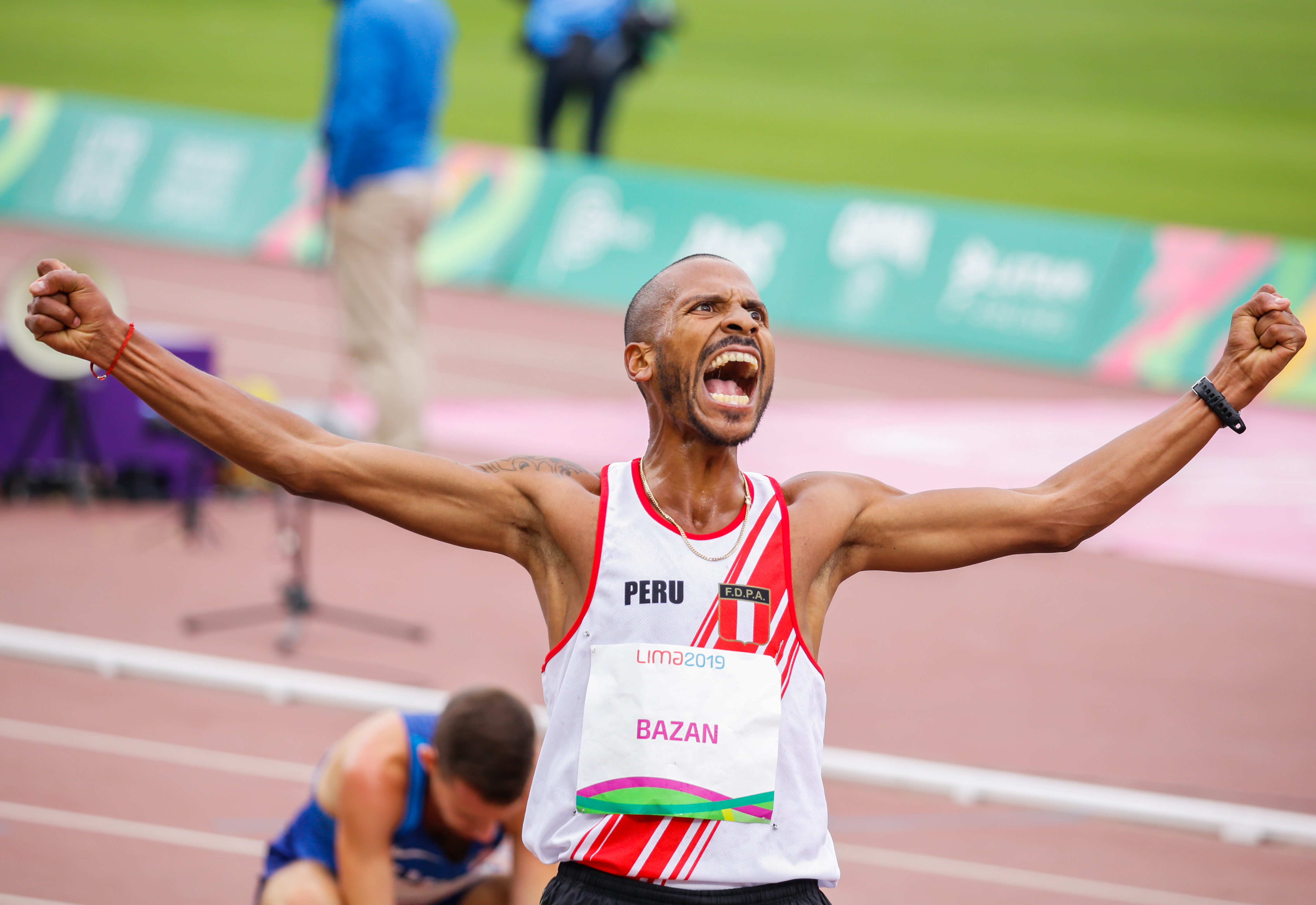
Mario Bazán – Rennen nicht beendet

29. August 2011, 11:10 Uhr
| Platz | Name                      | Nation     | Zeit (min) |
| ----- | ------------------------- | ---------- | ---------- |
| 1     | Benjamin Kiplagat         | Kenia      | 8:19,96    |
| 2     | Roba Gari                 | Äthiopien  | 8:20,28    |
| 3     | Brimin Kiprop Kipruto     | Kenia      | 8:21,89    |
| 4     | Alberto Paulo             | Portugal   | 8:22,41    |
| 5     | Abraham Chirchir          | Kenia      | 8:23,09    |
| 6     | Vincent Zouaoui-Dandrieux | Frankreich | 8:23,79    |
| 7     | Ángel Mullera             | Spanien    | 8:31,52    |
| 8     | Youcef Abdi               | Australien | 8:38,42    |
| 9     | Ben Bruce                 | USA        | 8:39,96    |
| 10    | Matthew Hughes            | Kanada     | 8:58,52    |
| DNF   | Mario Bazán               | Peru       |            |

## Finale

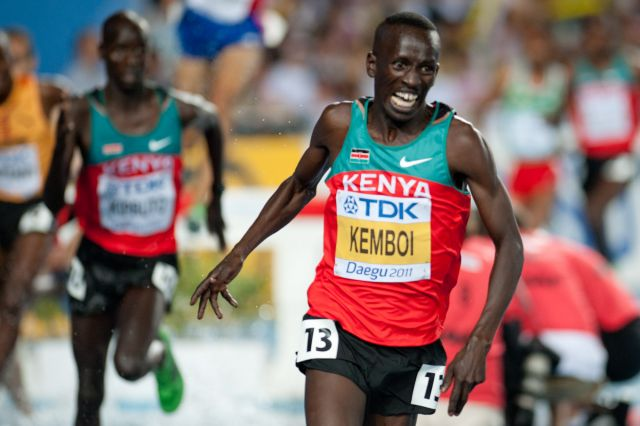
Der Olympiasieger von 2004 und dreifache Vizeweltmeister Ezekiel Kemboi – hier beim Zieleinlauf – konnte seinen Titel verteidigen

1. September 2011, 20:25 Uhr
| Platz | Name                        | Nation     | Zeit (min) |
| ----- | --------------------------- | ---------- | ---------- |
| 1     | Ezekiel Kemboi              | Kenia      | 8:14,85    |
| 2     | Brimin Kiprop Kipruto       | Kenia      | 8:16,05    |
| 3     | Mahiedine Mekhissi          | Frankreich | 8:16,09    |
| 4     | Bouabdellah Tahri           | Frankreich | 8:17,56    |
| 5     | Roba Gari                   | Äthiopien  | 8:18,37    |
| 6     | Jacob Araptany              | Uganda     | 8:18,67    |
| 7     | Richard Kipkemboi Mateelong | Kenia      | 8:19,31    |
| 8     | Iwan Lukjanow               | Moldau     | 8:19,69    |
| 9     | Hamid Ezzine                | Marokko    | 8:21,97    |
| 10    | Benjamin Kiplagat           | Kenia      | 8:22,21    |
| 11    | Nahom Mesfin                | Äthiopien  | 8:25,39    |
| 12    | Vincent Zouaoui-Dandrieux   | Frankreich | 8:30,39    |
| 13    | Ruben Ramolefi              | Südafrika  | 8:30,47    |
| 14    | Abraham Chirchir            | Kenia      | 8:33,56    |
| 15    | Alberto Paulo               | Portugal   | 8:33,84    |

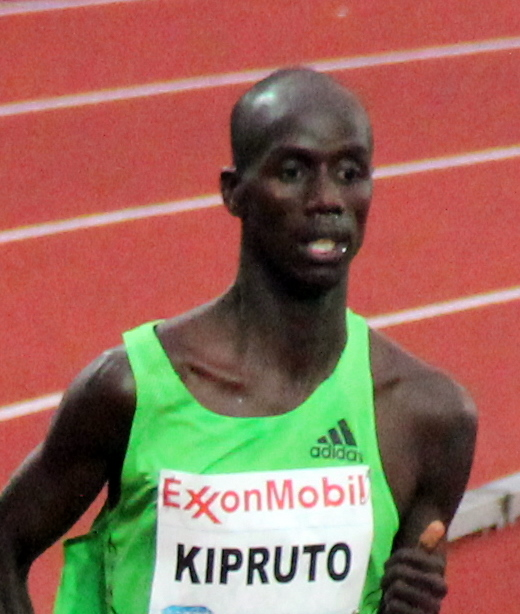
Vizeweltmeister wurde der aktuelle Olympiasieger, Weltmeister von 2007 und WM-Dritte von 2005 Brimin Kiprop Kipruto
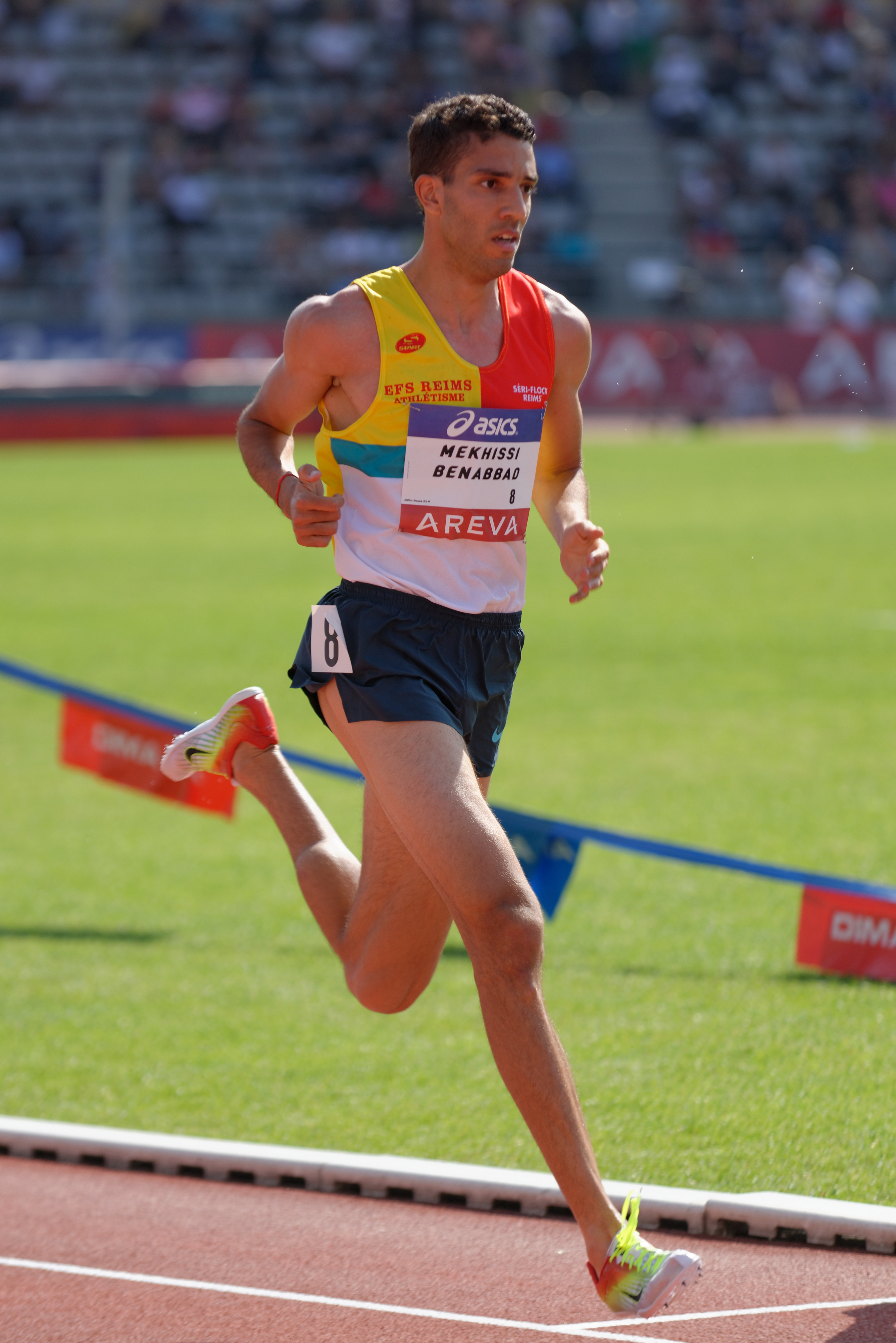
Bronze gewann der amtierende Europameister und Olympiazweite von 2008 Mahiedine Mekhissi
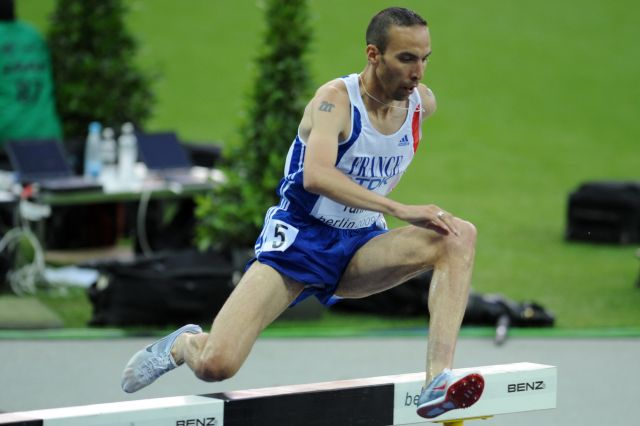
Der WM-Dritte von 2009 und EM-Dritte von 2006 Bouabdellah Tahri belegte Rang vier
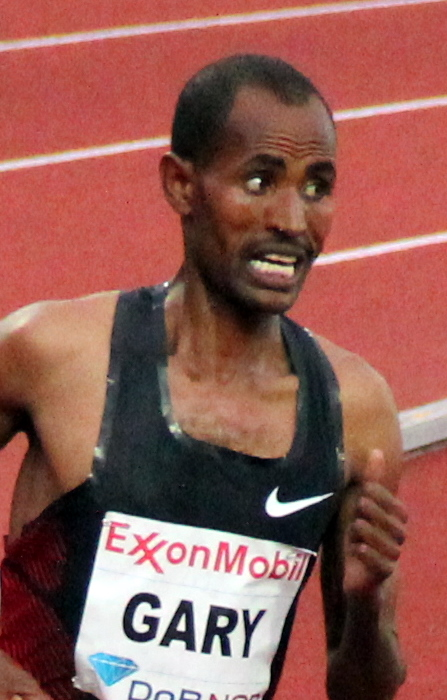
Roba Gari kam auf den fünften Platz
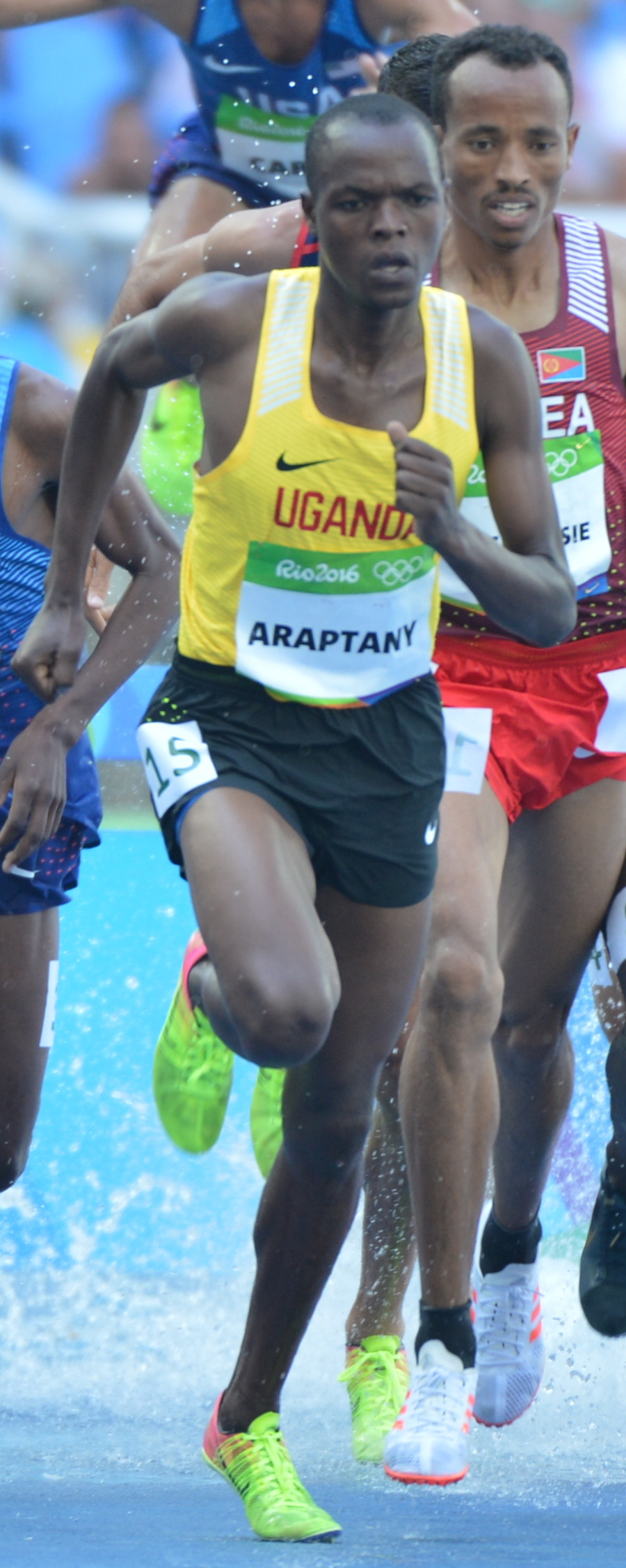
Jacob Araptany erreichte Platz sechs
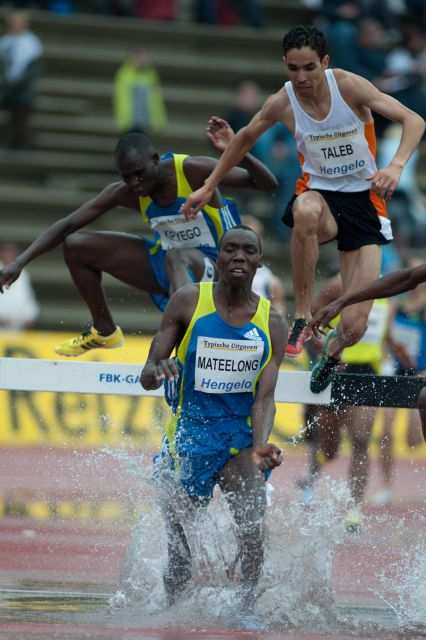
Der siebtplatzierte Richard Kipkemboi Mateelong
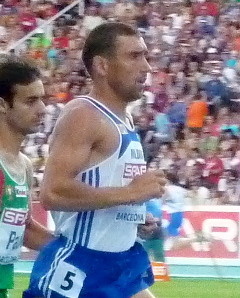
Iwan Lukjanow wurde Achter
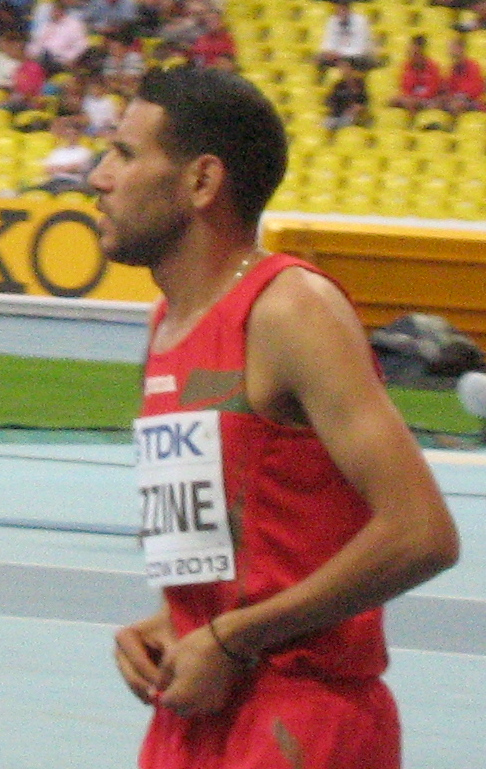
Rang neun für Hamid Ezzine
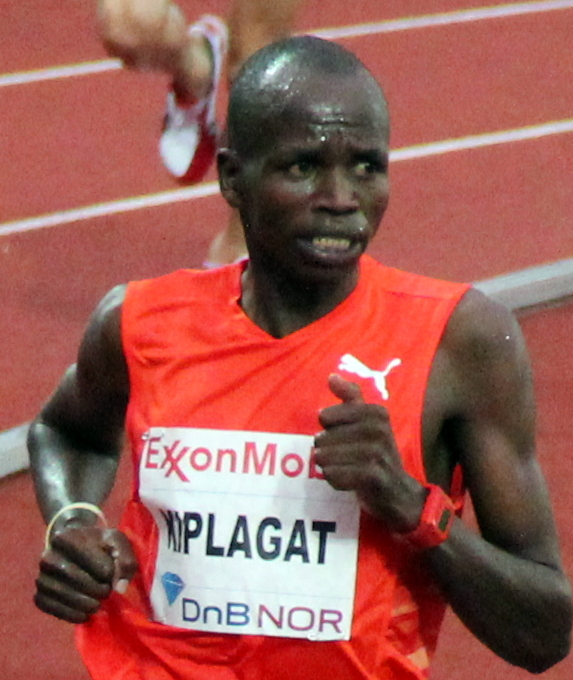
Benjamin Kiplagat – Platz zehn
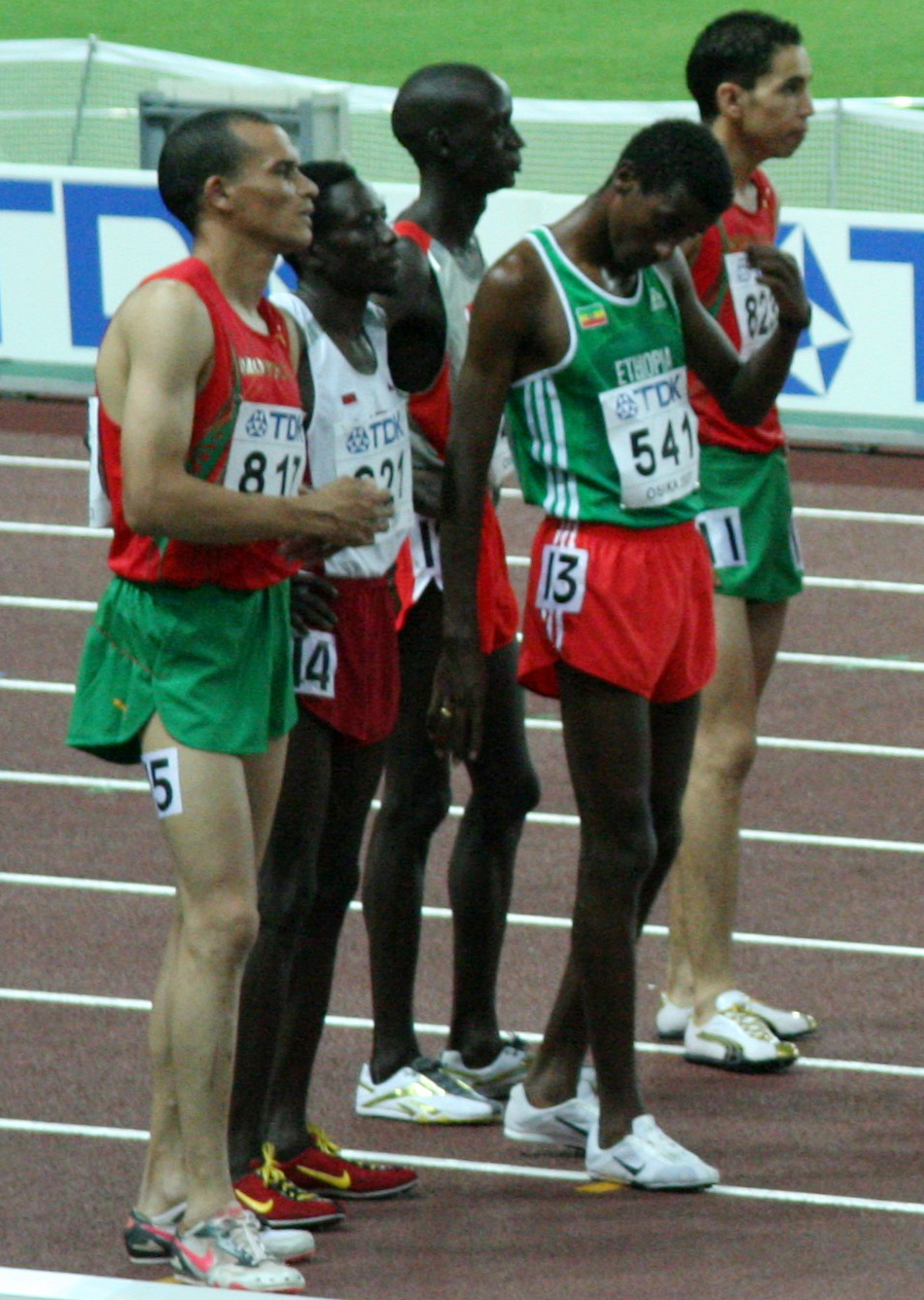
Nahom Mesfin (Zweiter von rechts) – Platz elf
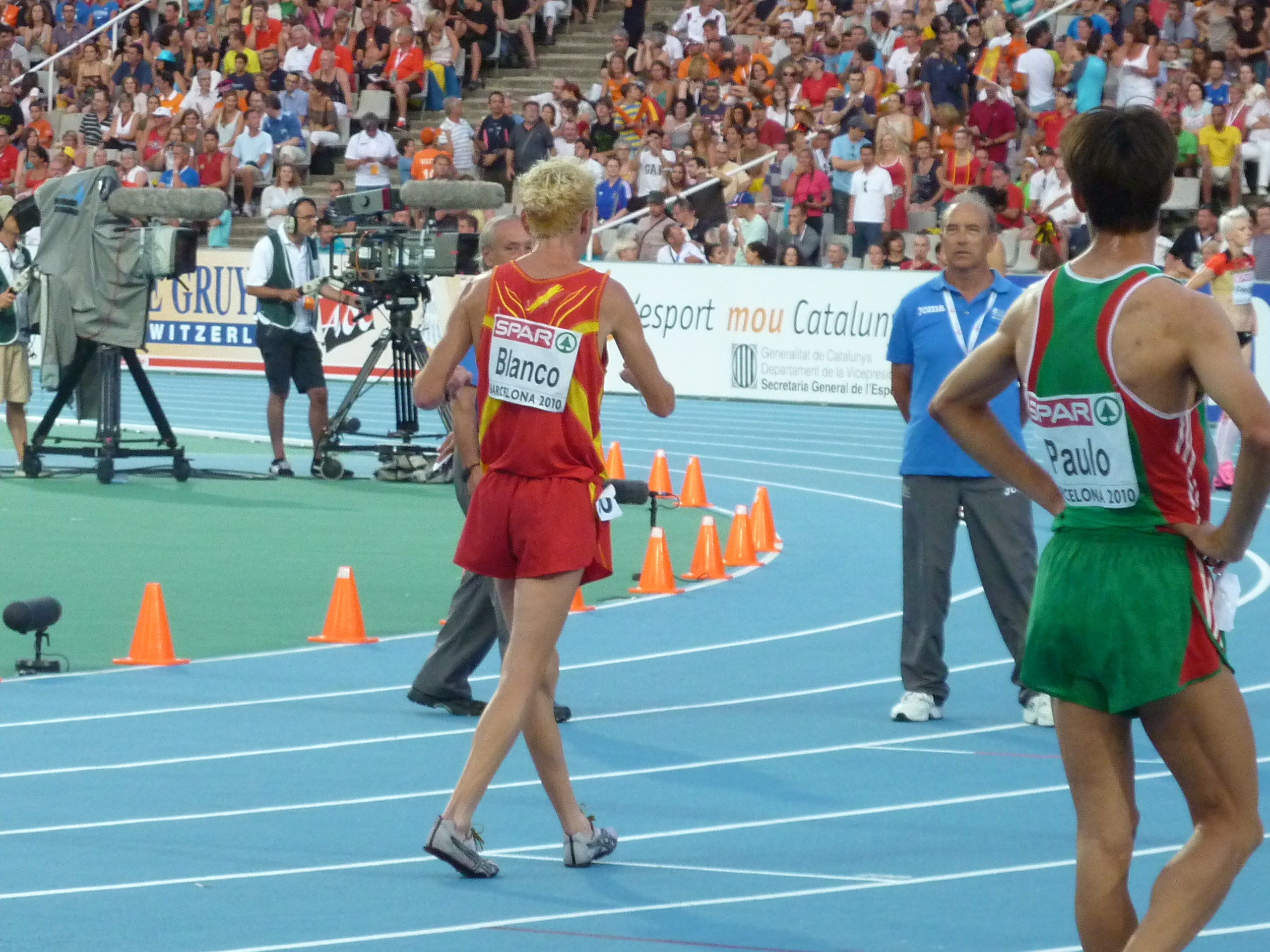
Alberto Paulo (rechts) – Platz fünfzehn

## Video
- Ezekiel Kemboi retains the Men's 3000m Steeplechase title, youtube.com, abgerufen am 1. August 2016